# Кризаліс
«Кризаліс» (фр. Chrysalis) — французький науково-фантастичний фільм режисера Жульєна Леклерка. Фільм вийшов в прокат у Франції 31 жовтня 2007 року.

## Зміст
Париж, 2020 рік. Хірург, що спеціалізується на нових технологіях, і її донька потрапляють у жахливу автомобільну аварію. Лікар рятує життя доньки, використовуючи свої розробки і впливаючи на її мрії та спогади. Водночас поліцейський Гофман у результаті бандитської перестрілки втрачає свого напарника і дружину. Гофман жадає помсти і тому, як тільки отримує нового напарника, починає полювання за злочинцем, що убив найдорожчих йому людей. Розслідування несподівано приводить Гофмана до хірурга, її клініки, загадкових розробок і до досліджень, що проводяться там.

## Ролі
| Актор            | Роль             |
| ---------------- | ---------------- |
| Альбер Дюпонтель | Девід Хоффман    |
| Естель Лефебур   | Клара            |
| Марі Гійяр       | Марі Беккер      |
| Март Келлер      | професор Брюген  |
| Мелані Тьєррі    | Манон            |
| Ален Фігларц     | Димитрій Ніколов |

## Створення
«Кризаліс» — перший повнометражний фільм зрежисований Жульєн Леклерк. Фільм продовжує сучасну тему кіберпанку у французькому кіно, слідуючи за «Безсмертні: Війна світів» («безсмертний» в американському прокаті) Енкі Білала (2004) та «Відродженням» Крістіана Фолькмана (2006), передуючи «Eden Log» Франка Вестеля (2007) та «Dante 01» Марка Каро (2008). «Кризаліс» оформлений у стилі фільм нуар та натхненний франко-бельгійськими коміксами. Фільм віддає данину поваги картині Жоржа Франжю 1960 року «Eyes Without a Face».

## Релізи
Прем'єра «Кризаліс» відбулася на французькому кінофестивалі Lille La Nuit 25 червня 2007 року. Потім він був продемонстрований на Міжнародному кінофестивалі в Торонто у вересні 2007 року. Фільм вийшов у комерційний прокат по Франції 31 жовтня 2007 року. Реліз DVD-версії відбувся 9 червня 2008 року.